# Bikini blanco de Ursula Andress

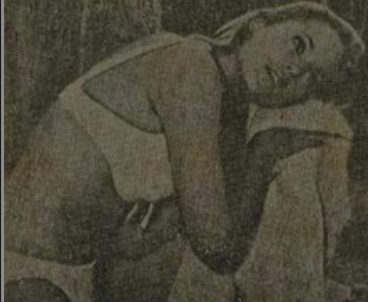
Ursula Andress secando su pelo en la revista Aktual Vol. 4, 1967.

El bikini blanco llevado por Ursula Andress como Honey Ryder en la primera película de James Bond de 1962, Dr. No, es considerado el bikini más famoso de todos los tiempos y un momento icónico en la historia del cine y la moda.
El bikini blanco de Andress es considerado crucial en la historia del bikini, ya que las ventas de bañadores de dos piezas se dispararon tras el estreno de Dr. No. La parte inferior del bikini presenta un cinturón del ejército británico blanco ancho con hebillas de latón, y una funda en el lado izquierdo para guardar un cuchillo grande.

## Historia
El primer bikini había sido presentado en un evento de moda en París en 1946, pero en la década de 1950 el bikini era visto todavía como una prenda tabú. El bikini de Andress, sensual pero armada, llegó en un momento clave en la historia de la moda femenina, como un anuncio del inminente "nacimiento de la revolución sexual" de la década de 1960.
En la escena correspondiente de la novela original, el personaje de Honeychile Rider emerge del agua completamente desnuda, solo con un cinturón de cuero con la funda y el cuchillo. Obviamente, esto era inconcebible en la época para una película comercial para el gran público.

## Diseño
Andress diseñó el bikini junto con la diseñadora de vestuario del Dr. No Tessa Prendergast, a quien conoció mientras vivía en Roma. Andress informó que cuando llegó a Jamaica para filmar, no había ningún vestuario listo. Trabajó con el director Terence Young y la diseñadora de vestuario para crear algo acorde con su 1,68 m de estatura y medidas de contorno 90-60-90. Solo se hizo un ejemplar, de algodón color marfil y es el que lució en la escena acompañado del cinturón militar.

## Recepción
El bikini de la película Dr. No es considerado el más conocido de todos los tiempos y un momento icónico en la historia del cine y la moda. El momento en que Andress emerge del mar luciendo el bikini blanco ha sido citado entre los momentos más grandes del cine y uno de los más eróticos; en una  encuesta en 2003 en el Channel 4 británico, fue votada la número uno en "los 100 Momentos más Sexys del cine". La escena ha sido ampliamente imitada y parodiada en pantalla desde entonces. El bikini blanco es considerado quizás el más importante en la historia del bikini ya que las ventas de los dos piezas se dispararon tras el estreno de la película, al punto de relegar en poco tiempo a un segundo puesto en playas y piscinas al clásico bañador. En una encuesta entre 1 000 mujeres para celebrar el 60.º aniversario del bikini, Ursula Andress en su biquini blanco fue votada "La Diosa del Bikini Definitiva". Andress comentó más tarde, "Este bikini me convirtió en un éxito. A raíz de protagonizar Dr. No como la primera chica Bond, tuve la libertad de poder elegir roles futuros y llegar a ser financieramente independiente." El bikini de Andress se subastó en Christie's en Londres, siendo vendido por £35,000 en 2001, menos de las £40,000 que se esperaban.

## Homenajes
El bikini y la escena de Andress emergiendo del agua fue imitada por Heather Graham en una escena de la comedia Austin Powers: la espía que me achuchó, y también homenajeada por Halle Berry, que llevó un parecido bikini naranja con un cinturón ancho blanco de herramientas en la película de 2002 de la saga Bond Muere Otro Día.
Cuando Daniel Craig asumió el papel de James Bond en 2006 en la película Casino Royale, aparece en una escena similar, emergiendo del océano llevando tan solo un bañador azul pálido. Esta escena de trece segundos, centrada en el cuerpo de Bond en lugar de en el de una chica Bond, fue ampliamente interpretada como un eco de la escena de Andress y utilizada fuertemente en la promoción de la película, a pesar de que Craig reclamó que el parecido no se les ocurrió hasta que fue filmada.
En el episodio "Bond", de la obra radiofónica de la BBC "Trueman and Riley", el bikini es la posesión más preciada de un coleccionista y comerciante de recuerdos de la saga en un hotel que organiza una convención sobre Bond, donde otro elemento valioso, el anillo de boda de la película "Al servicio Secreto de su Majestad", aparentemente ha sido robado.